# (1814) Bach
(1814) Bach ist ein Asteroid des Hauptgürtels, der am 9. Oktober 1931 von dem deutschen Astronomen Karl Wilhelm Reinmuth an der Landessternwarte Heidelberg-Königstuhl der Universität Heidelberg entdeckt wurde.
Benannt wurde der Asteroid nach dem deutschen Komponisten Johann Sebastian Bach.